# Мойсеєнко Зоя Василівна
Зо́я Васи́лівна Мойсе́єнко (29 жовтня 1929 , Жадьки, Волинська округа  — 4 листопада 2018 , Київ ) — українська архітекторка. Член Національної спілки архітекторів України (1965; заступник голови — 1965—1990), доктор архітектури (1981),  заслужений архітектор УРСР (1983), професор (1992), дійсний член Української академії архітектури (1992), лауреат Державної премії України в галузі архітектури (2002, 2007). Дружина В. Чепелика, мати О. Чепелик.

## Біографія
Народилася 1929 року в селі Жадьки (нині Черняхівський район, Житомирська область, Україна) в родині сільських вчителів.
1948 року з відзнакою й медаллю закінчила середню школу в місті Охтирка на Сумщині. 1954 з відзнакою завершила навчання на факультеті архітектури Київського інженерно-будівельного інституту — навчалась у Йосипа Каракіса. 1960 року успішно закінчила аспірантуру при Академії архітектури УРСР, захистивши кандидатську дисертацію.
В 1965 році обрана членом правління Спілки архітекторів СРСР та заступником голови правління Спілки архітекторів України. Неодноразово представляла українську архітектурну громадськість на з’їздах архітекторів СРСР, конгресах Міжнародної спілки архітекторів; з 1982 року — член Комітету з Ленінських та Державних премій в галузі літератури, мистецтва та архітектури при Раді Міністрів СРСР. Тривалий час була членом Комітету з присудження Державної премії України імені Тараса Шевченка.
З 1977 року працювала завідувачем відділу та заступником директора по науковій роботі НДІ цивільного та сільського будівництва Держбуду УРСР. Займалася архітектурним проектуванням і науковими проблемами в галузі архітектури села та історії архітектури України.
Авторка проектів:
- житлових будинків на Повітрофлотському проспекті та Щекавицькій вулиці в Києві (1955—1957),
- житлових будинків у селах Одеської, Полтавської та Миколаївської областей (1965—1969),
- громадських центрів в селах України (1970—1990-ті).

Була постійною учасницею республіканських, всесоюзних та міжнародних архітектурних конкурсів.
З 1990 року викладала в Київському художньому інституті (нині Національна академія образотворчого мистецтва і архітектури) на кафедрі теорії, історії архітектури та синтезу мистецтв, з 1990 — професор.
Померла в Києві 4 листопада 2018 року.

## Публікації
Авторка понад 200 наукових робіт, публікацій, навчальних та методичних розробок. Серед них ― наукові видання:
- «Індивідуальний житловий будинок» (1973);
- «Архітектура сільських житлових будинків Молдавії» (1973)[3][4];
- «Проблеми комплексної перебудови сіл в Українській РСР» (1981, у співавторстві);
- «Архитектура сел Украины» (1987, у співавторстві).

Упорядниця творчої спадщини свого чоловіка В. Чепелика, його посмертної монографії «Український архітектурний модерн» (Київ, 2000).

## Родина
Чоловік — Чепелик Віктор Васильович (1927—1999), історик архітектори, академік. Донька Оксана (нар. 1961) з відзнакою закінчила факультет архітектури НАОМА, захистила кандидатську дисертацію, працює в галузі медіа-мистецтва.